# María Nsué Angüe
María Nsué Angüe (Ebebiyín, Río Muni, Guinea Española, 1945-Malabo, 18 de enero de 2017) fue una escritora y periodista ecuatoguineana. En 2015 fue nombrada académica correspondiente en Guinea Ecuatorial de la RAE. Con frecuencia trató en su obra la opresión de las mujeres. Fue especialmente conocida por Ekomo, la primera novela publicada por una mujer ecuatoguineana. 

## Biografía
Nacida en una familia de la etnia fang, emigró con sus padres a España cuando sólo contaba con ocho años. En España realizó sus estudios e inició su carrera literaria.
De regreso a su país donde fijó su residencia, trabajó en el ministerio de Información Prensa y Radio de Guinea Ecuatorial. Además fue una escritora que alcanzó la fama internacional, sobre todo en Europa y América Latina.
Su obra más importante es Ekomo, la primera novela publicada por una mujer ecuatoguineana, donde narra la historia de una mujer fang que, a la muerte de su marido, se atreve a romper con ciertos tabúes de la sociedad africana. La novela se publicó por primera vez en 1985, y una segunda edición revisada apareció en 2007 de mano de la editorial Sial. Ekomo ha ido ganando popularidad entre los estudiosos y académicos por su escritura cuidada, poética en que se entrelazan los diferentes mundos que convergen el la sociedad ecuatoguineana.
Escribió también relatos cortos, artículos y poemas, y falleció con varios manuscritos sin publicar. Temas frecuentes en su obra son la opresión de la mujer y la sociedad africana poscolonial. Parte de su obra toma su inspiración de la literatura popular fang.
El 25 de junio de 2015 la Real Academia Española la nombró Académica Correspondiente en Guinea Ecuatorial.
Falleció el 18 de enero de 2017 en Malabo.

## Obras
- Ekomo, Madrid, UNED, 1985. ISBN 84-362-1974-0
- Delirios, Malabo, Centro Cultural Hispano-Guineano, 1991.
- Cuentos de la Vieja Noa, Malabo, Centro Cultural Hispano-Guineano, 1999.